# COROT-3b
COROT-3b  (antes conocido como COROT-Exo-3b) es una enana marrón o un masivo planeta extrasolar con una masa 21,66 veces la de Júpiter. El objeto orbita una estrella del tipo F en la constelación de Aquila. La órbita es circular y le toma 4,2568 días en completarse. Fue descubierta por la misión francesa COROT que detectó el oscurecimiento de la luz de la estrella cuando COROT-3b pasa delante de él (una situación denominada de tránsito).

## Propiedades físicas
La masa de COROT-3b se determinó por el método de velocidad radial, que consiste en detectar el desplazamiento Doppler del espectro de la estrella en la medida que se mueve hacia y lejos de la Tierra como resultado de la compañera en órbita. Este método suele dar solo un límite inferior de la verdadera masa del objeto, la cantidad medida es la verdadera masa multiplicada por el seno de la del ángulo de inclinación entre el vector normal al plano orbital de la compañera y la línea de visión entre nosotros y la estrella, un ángulo que es en general desconocido. Sin embargo, en el caso de CoRoT-3b, los tránsitos revelan el ángulo de inclinación y por lo tanto la masa real se puede determinar. En el caso de CoRoT-3b, la masa es 21,66 veces la masa del planeta Júpiter.
Como COROT-3b es un objeto en tránsito, su radio puede ser calculado a partir de la cantidad de luz bloqueada cuando pasa por delante de la estrella y una estimación del radio de la estrella. Cuando COROT-3b fue descubierto inicialmente, se creía que tener un radio mucho menor que la de Júpiter. Esto habría implicado que tenía propiedades intermedias entre las de los planetas y las enanas marrones. Más tarde, un análisis más detallado reveló que el radio del objeto es similar al de Júpiter, que se ajusta con las propiedades esperadas de una enana marrón con la masa de COROT-3b. 
La densidad media de COROT-3b es de 26.400 kg/m³, mayor que la del osmio en condiciones estándar. Esta alta densidad se deriva de la compresión extrema de la materia en el interior del objeto: de hecho, el radio de CoRoT-3b está de acuerdo con las predicciones de un objeto compuesto principalmente de hidrógeno. La gravedad en la superficie es correspondientemente elevada, más de 50 veces la gravedad sentida en la superficie de la Tierra.

## Clasificación
La cuestión de si COROT-3b es un planeta o una enana marrón depende de la definición elegida para estos términos. Según una definición, una enana marrón es un objeto capaz de crear la fusión nuclear del deuterio, un proceso que se produce en los objetos con masas mayores de 13 veces la masa de Júpiter. De acuerdo con esta definición, que es adoptado por el Grupo de Trabajo de Planetas Extrasolares de la Unión Astronómica Internacional, COROT-3b es una enana marrón. Sin embargo, algunos modelos de formación planetaria predicen que los planetas con masas de hasta 25 a 30 masas de Júpiter pueden formarse a través de la acreción del núcleo. Si se utiliza esta distinción basada en la formación entre las enanas marrones y los planetas, el estado de COROT-3b es menos claro como porque el método de formación de este objeto no se conoce.
El problema está  aún más enrarecido por las características orbitales del objeto: las enanas marrones situadas cerca de sus estrellas son poco frecuentes (un fenómeno conocido como el desierto de enanas marrones ), mientras que la mayoría de los  planetas grandes cercanos conocidos (por ejemplo XO-3b , HAT-P-2b y WASP-14b ) se encuentran en órbitas muy excéntricas, en contraste con la órbita circular de COROT-3b.
Objetos similares a COROT-3b han sido previamente detectados por el método de velocidad radial (por ejemplo HD 41004 Bb y HD 162020 b ), sin embargo ninguno de ellos se han observado en tránsito, lo que significa que sus radios son desconocidos y los valores de masa medidos son cálculos de límites inferiores de las masas en lugar de los valores verdaderos. Por lo que  COROT-3b ha sido denominado como "el primer seguro habitante del desierto de enanas marrones".